# Griscelli-Syndrom
Das Griscelli-Syndrom, auch Griscelli-Prunieras Syndrom, ist eine sehr seltene angeborene Form des partiellen Albinismus verbunden mit einem Immundefekt.
Die Bezeichnung bezieht sich auf die Erstpublikation von 1978 durch den Pariser Kinderarzt Claude Griscelli.

## Ursache und Einteilung
Zugrunde liegen genetisch bedingte Störungen der Melanozyten.
Je nach zugrundeliegendem Gendefekt werden drei Formen unterschieden:
- Typ I mit Mutationen im MYO5A-Gen im Chromosom 15 am Genort q21.2, welches für das Myosin VA kodiert, das den Organelle Transport in Melanozyten und Neuronen reguliert.[4] Dieses Gen ist auch bei der Neuroektodermalen melanolysosomalen Krankheit (Elejalde) beteiligt.
- Typ II mit Mutationen im RAB27A-Gen im Chromosom 15 an q21.3, welches an der Exozytose beteiligt ist, häufigste Form[5]
- Typ III mit Mutationen im MLPH-Gen im Chromosom 2 an q37.3, welches für Melanophilin kodiert, seltenste Form[6]

## Verbreitung
Die Häufigkeit wird mit unter 1 zu 1.000.000 angegeben, bislang wurde über etwa 150 Betroffene berichtet, hauptsächlich im Mittelmeerraum und in der Türkei. Die Vererbung erfolgt autosomal-rezessiv.

## Klinische Erscheinungen
Es handelt sich um eine angeborene Erkrankung mit bereits im Kindesalter ersichtlichen Veränderungen mit spärlicher Färbung von Haut und Haaren.
Bei allen Formen handelt es sich in unterschiedlicher Ausprägung um einen Albinismus mit Hypomelanose, gehäuften Infektionen infolge verminderter Immunabwehr, Hepatosplenomegalie, Neutropenie und Thrombopenie.
- Typ I mit Beteiligung des Nervensystems mit motorischer Entwicklungsverzögerung und Muskelschwäche, jedoch keine Immunschwäche
- Typ II mit Immunschwäche, neurologische Veränderungen sind möglich
- Typ III weder Beteiligung des Nervensystems noch Immunschwäche, lediglich die verminderte Pigmentierung

## Differentialdiagnose
Abzugrenzen ist das Chediak-Higashi-Syndrom.

## Therapie
Beim Typ II mit Mutationen im RAB27A-Gen kommt es häufig zum auch tödlich verlaufenden hämophagozytotischen Syndrom. Hier besteht die Behandlung in einer Knochenmarktransplantation.

## Aussichten
Unbehandelt ist die Prognose für Typ 2 schlecht, viele überleben nicht die erste Lebensdekade. Die Aussichten bei Typ 1 sind gut, bei Typ 3 nicht oder kaum anders als in der Normalbevölkerung.